# Hans Wastl
Hans Wastl (* 1. August 1916 in Neufeld an der Leitha; † 1. März 1986 ebenda) war ein österreichischer Politiker (SPÖ) und Tischler. Wastl war Mitglied des Bundesrates, 2. Landtagspräsident des Burgenländischen Landtags, Landesrat und Abgeordneter zum Nationalrat. Wastl war verheiratet. 

## Ausbildung und Beruf
Wastl wurde als Sohn des Werkmeisters Franz Wastl aus Neufeld geboren. Der Vater verunglückte 1925 tödlich. Wastl besuchte nach der Volksschule in Neufeld an der Leitha die örtliche Hauptschule und erlernte danach den Beruf des Tischlers, wobei er zwischen 1938 und 1939 die Handelsschule durch Fernkurse besuchte. Bereits 1937 hatte Wastl im Bundesheer gedient, zwischen 1939 und 1945 war er während des Zweiten Weltkriegs in der Wehrmacht eingesetzt. Wastl wurde dabei mehrfach verwundet und war fünf Monate lang in sowjetischer Kriegsgefangenschaft.
Nach dem Ende des Krieges arbeitete Wastl ab dem 1. Mai 1946 als Landessekretär des Freien Wirtschaftsverbandes im Burgenland, zwischen 1950 und 1960 war er Landesparteisekretär der SPÖ Burgenland. 1964 wechselte Wastl als Angestellter zur Burgenländischen Gebietskrankenkasse (BGKK) und fungierte zwischen dem 1. September 1965 und dem 31. Dezember 1975 Direktor der BGKK. 1974 wurde Wastl bei einem Verkehrsunfall schwer verletzt, 1975 zum Regierungsrat ernannt.

## Politik
Nach dem Ende des Zweiten Weltkrieges trat Wastl 1945 der SPÖ bei und wurde Ortsparteiobmann der SPÖ-Neufeld an der Leitha. Er vertrat die burgenländische SPÖ vom 4. November 1949 bis zum 19. März 1953 im Bundesrat und wechselte danach in den Burgenländischen Landtag, in dem er zwischen dem 19. März 1953 und dem 5. Mai 1960 das Amt des 2. Landtagspräsidenten ausübte. Danach war Wastl vom 27. Juli 1960 bis zum 18. Dezember 1962 Landeshauptmann-Stellvertreter in den Burgenländischen Landesregierungen Wagner II bzw. Lentsch. Wastl beendete seine politische Karriere als Nationalrat, wobei er diesem Gremium ab dem 14. Dezember 1962 angehörte. Wastl schied am 5. Mai 1964 durch Mandatsverzicht aus dem Nationalrat aus. 